# Maxell
La Hitachi Maxell, Limited (日立マクセル?, Hitachi Makuseru), meglio nota come Maxell, è un'azienda giapponese produttrice di componenti elettronici e di apparati per l'industria; fa parte della multinazionale giapponese dell'elettronica Hitachi. L'azienda è quotata in borsa (Borsa di Tokyo: 6810 ).
I prodotti più importanti dell'azienda sono le batterie, infatti il nome Maxell proviene dalla contrazione di "maximum capacity dry cell".
Produce anche supporti magneto-ottici quali nastri magnetici e Digital Audio Tape, oltre a dischi rigidi esterni, inchiostri per stampa a getto di inchiostro, elastomeri, componenti ottici, sensori, nastri adesivi e componenti per strumenti elettrici per la cura personale.

## Curiosità
Hannah Baker, personaggio di Tredici, incide su dei nastri Maxell le motivazioni per cui ha deciso di togliersi la vita.

## Novità
Nel gennaio 2007 Maxell annunciò che entro l'anno avrebbe messo in commercio dischi olografici da 300GB con un trasferimento dati pari a 20 Megabyte/secondo.
Per il 2008 annunciò supporti da 800 GB e da 1,6 Terabyte per il 2010.
Al febbraio 2017, nessun disco olografico è ancora giunto sul mercato.